# Dresdner Befestigungsanlagen

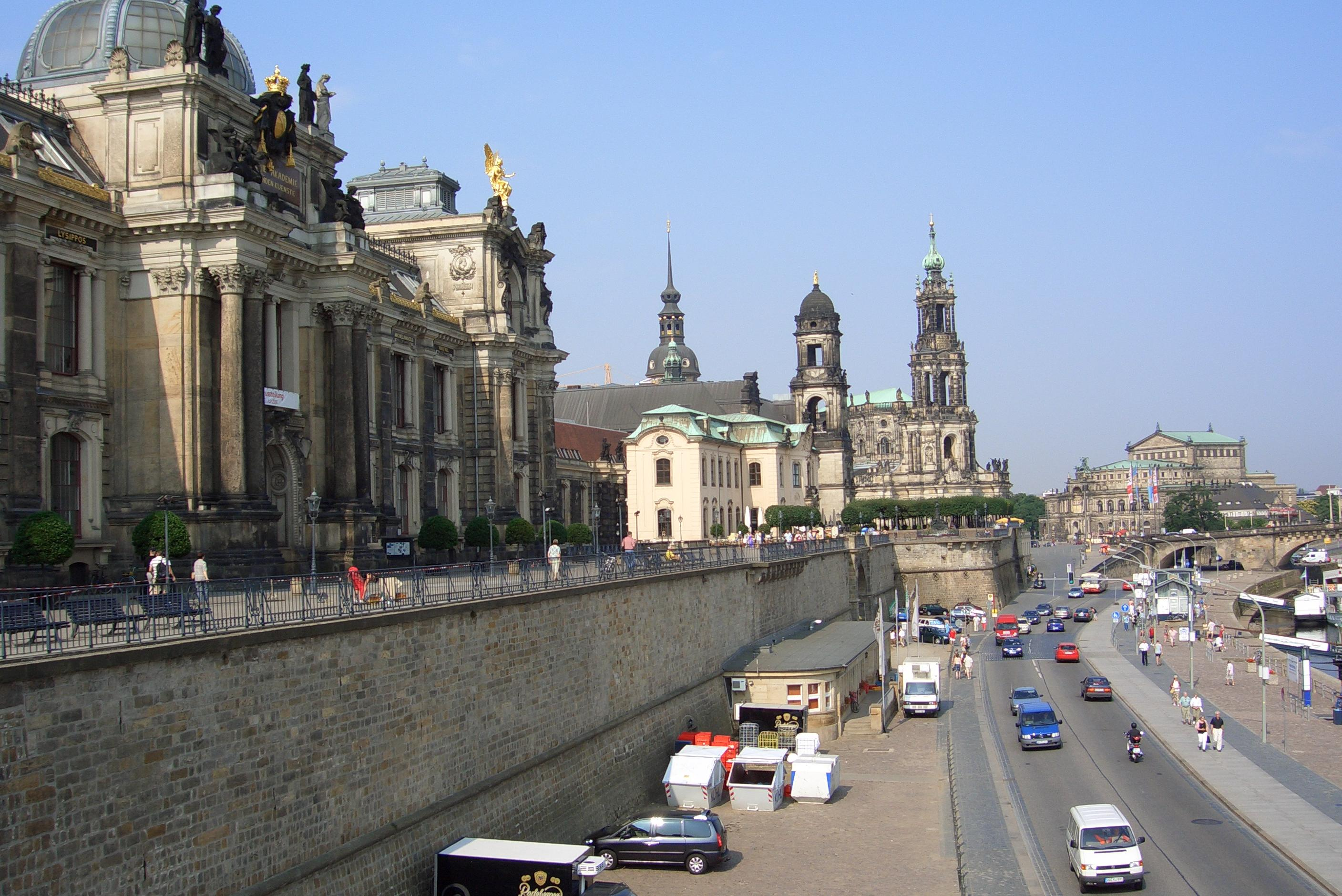
Brühlsche Terrasse – Reste der Stadtbefestigung

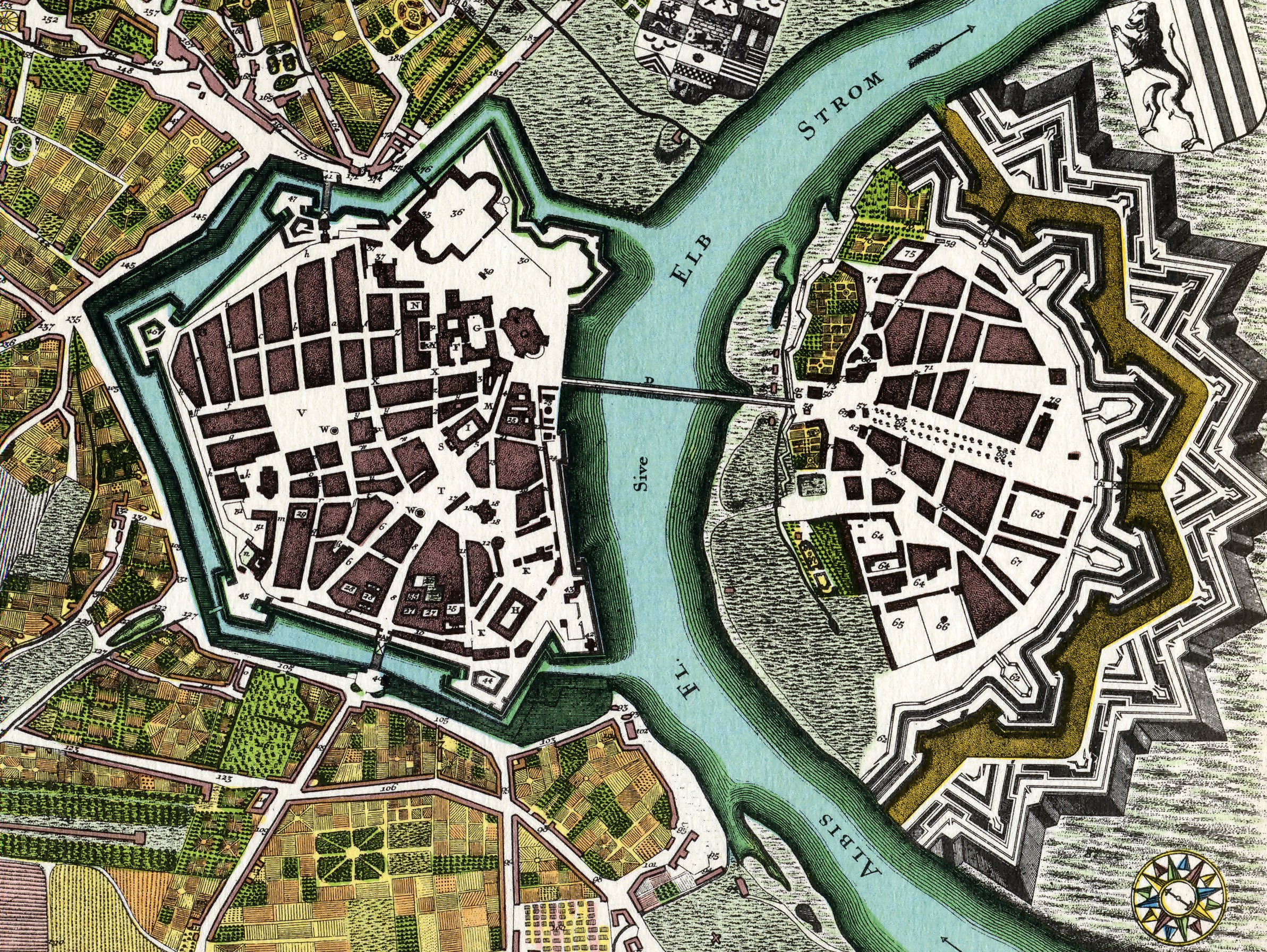
Dresden um 1750, die Neustadt rechts

Die Dresdner Befestigungsanlagen wurden im Jahr 1299 erstmals urkundlich erwähnt und wuchsen mit der Stadt bis zur Entfestigung Dresdens zu Beginn des 19. Jahrhunderts. Anschließend wurden große Teile der Festungen abgerissen; erhalten blieb nur ein Teil der repräsentativen Barockarchitektur auf dem Festungswall. Seit November 2019 präsentiert die Staatliche Schlösser, Burgen und Gärten Sachsen gGmbH die Geschichte der Befestigungsanlagen in einer multimedialen Schau unter dem Namen Festung Xperience im Museum Festung Dresden.

## Lage
Die Festung Dresden umgab ringförmig die Innere Altstadt. In ihrem jüngsten Ausbauzustand erstreckten sich ihre Anlagen im Osten entlang der heutigen St. Petersburger Straße und im Süden etwa entlang des heutigen Dr.-Külz-Rings. Die Namen der südlich beziehungsweise westlich des Altmarkts verlaufenden Straßen „An der Mauer“ und „Wallstraße“ beziehen sich auf die ihnen früher benachbarten Festungsbauwerke. Im Nordwesten und Norden ist der Verlauf des Festungsrings gut nachvollziehbar, da die Bauten hier zum Teil am Zwinger sowie in Form der Brühlschen Terrasse beziehungsweise des Bärenzwingers erhalten blieben.

## Mittelalterliche Befestigung
Die mittelalterliche Stadtmauer wurde am 17. August 1299 in einer Urkunde des damaligen Dresdner Stadtherren Friedrich des Kleinen erstmals erwähnt. Von ihrer Existenz ist bereits rund ein Jahrhundert vorher auszugehen. Zur Zeit der Stadtgründung wird eine Palisadenbefestigung angenommen, archäologische Befunde legen eine Erbauungszeit der steinernen Stadtbefestigung im letzten Viertel des 12. Jahrhunderts nahe. Am 21. Januar 1216 wurde in der civitas Dresden durch den Markgrafen Dietrich den Bedrängten eine Urkunde für das Kloster Altzella ausgestellt, was einen klaren Hinweis auf eine damalige Stadt mit einer Stadtbefestigung darstellt.
Die Stadtmauer wurde zur Zeit der Herrschaft der Meißner Markgrafen Friedrich des Strengen (1349–1381, †) und Balthasar von Wettin (1354–1382, Chemnitzer Teilung) von 1359 bis 1370 auch mit Hilfe von landesherrlichen Geldbewilligungen und der Übertragung der Überschüsse des Salzhandels von den Landesherren an den Rat zu Dresden weiter ausgebaut und verstärkt. Zur Zeit der Hussitenkriege wurde im Jahr 1427 eine zweite, niedrige Vormauer errichtet, wodurch auch ein Zwinger entstand. Um die Mitte des 15. Jahrhunderts wurden diese Bauten weitergeführt. Zu dieser Zeit wurden Bastionstürme auf den Mauern und 15 Mauertürme am Zwinger errichtet. Auf einem Teil der Mauer wurde ein hölzerner Gang angelegt. Im Zwinger lagerten in sogenannten Büchsenhäusern die Geschütze. Außerdem waren hier Schießplätze für die Armbrust- und Büchsenschützen. Im Schlossgraben wurden Hirsche gehalten. Vor der Zwingermauer lag der Stadtgraben, dieser wurde vom Kaitzbach gespeist.

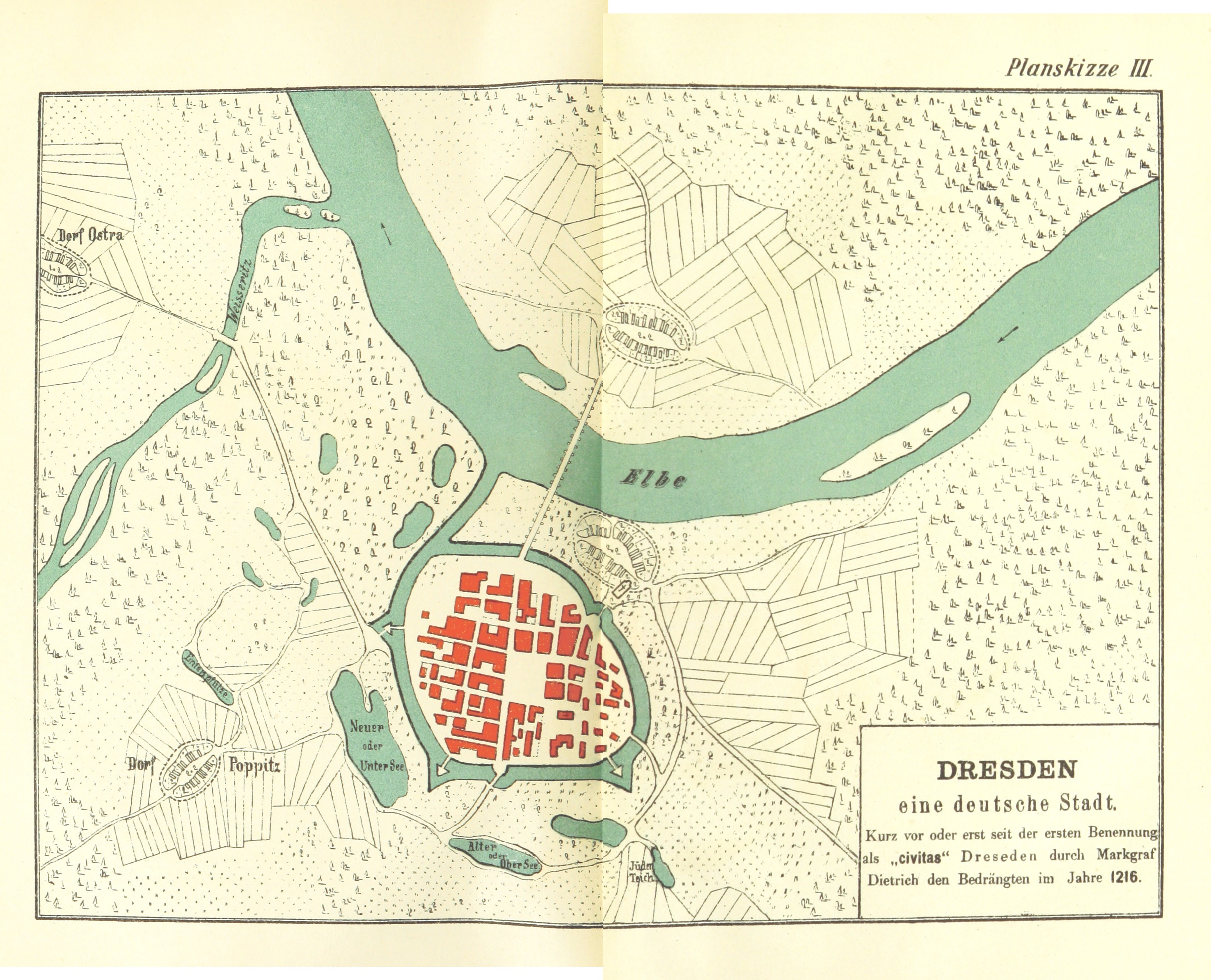
Dresden kurz vor 1216
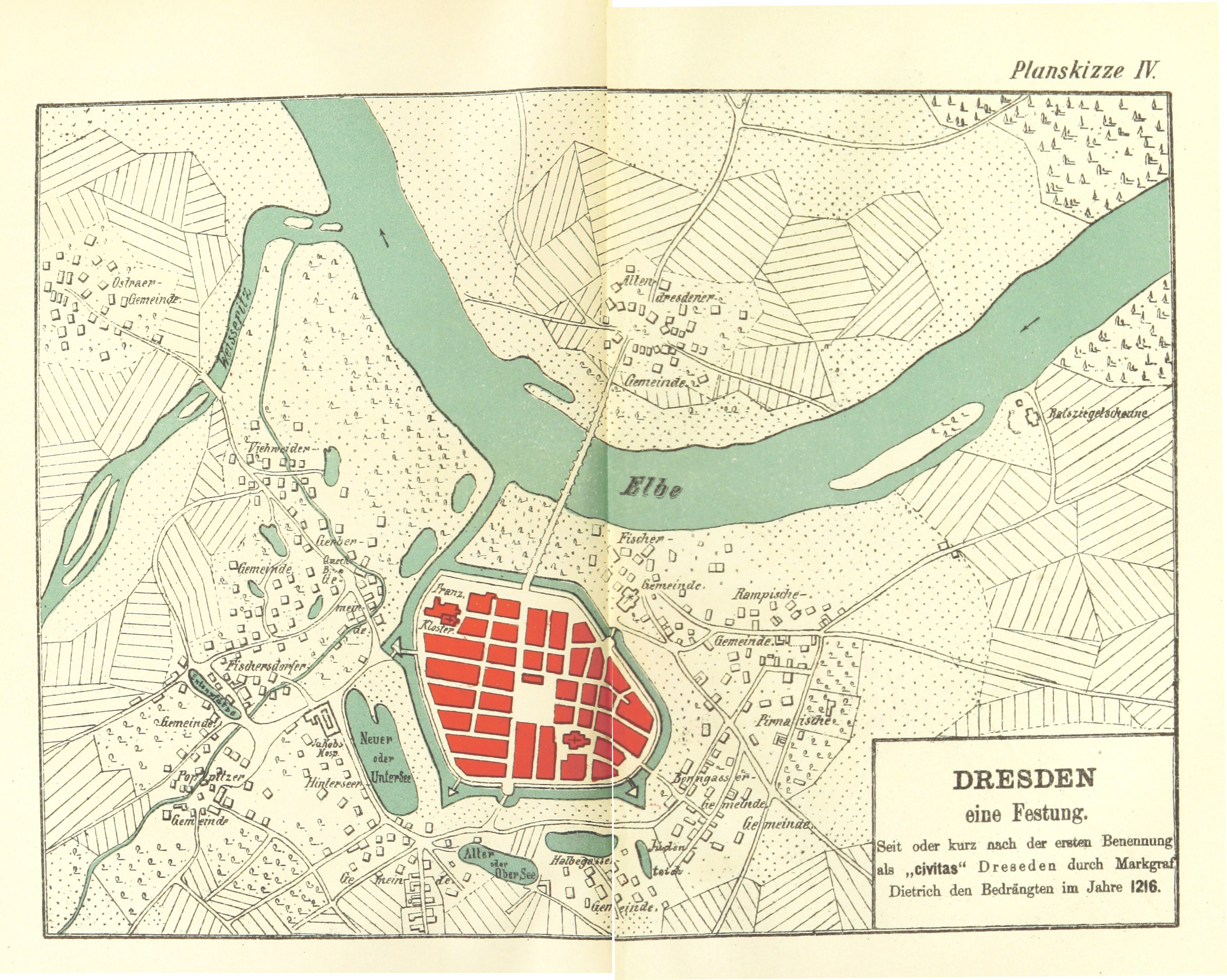
Dresden kurz nach 1216
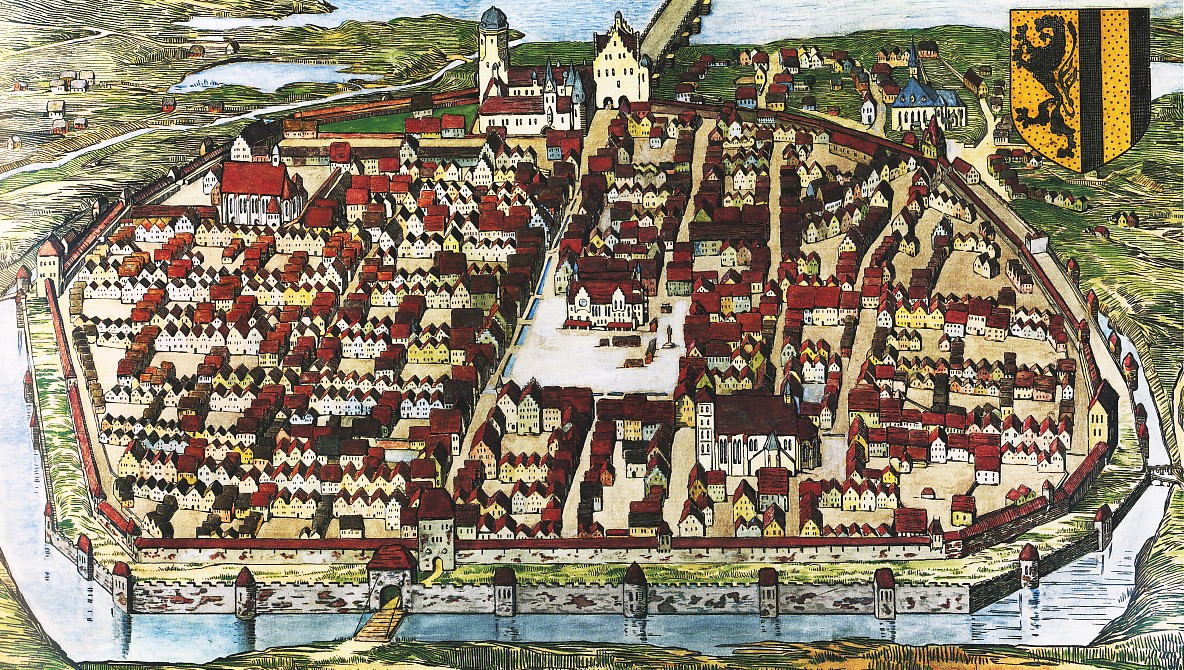
Dresden vor der Remparierung ab 1519
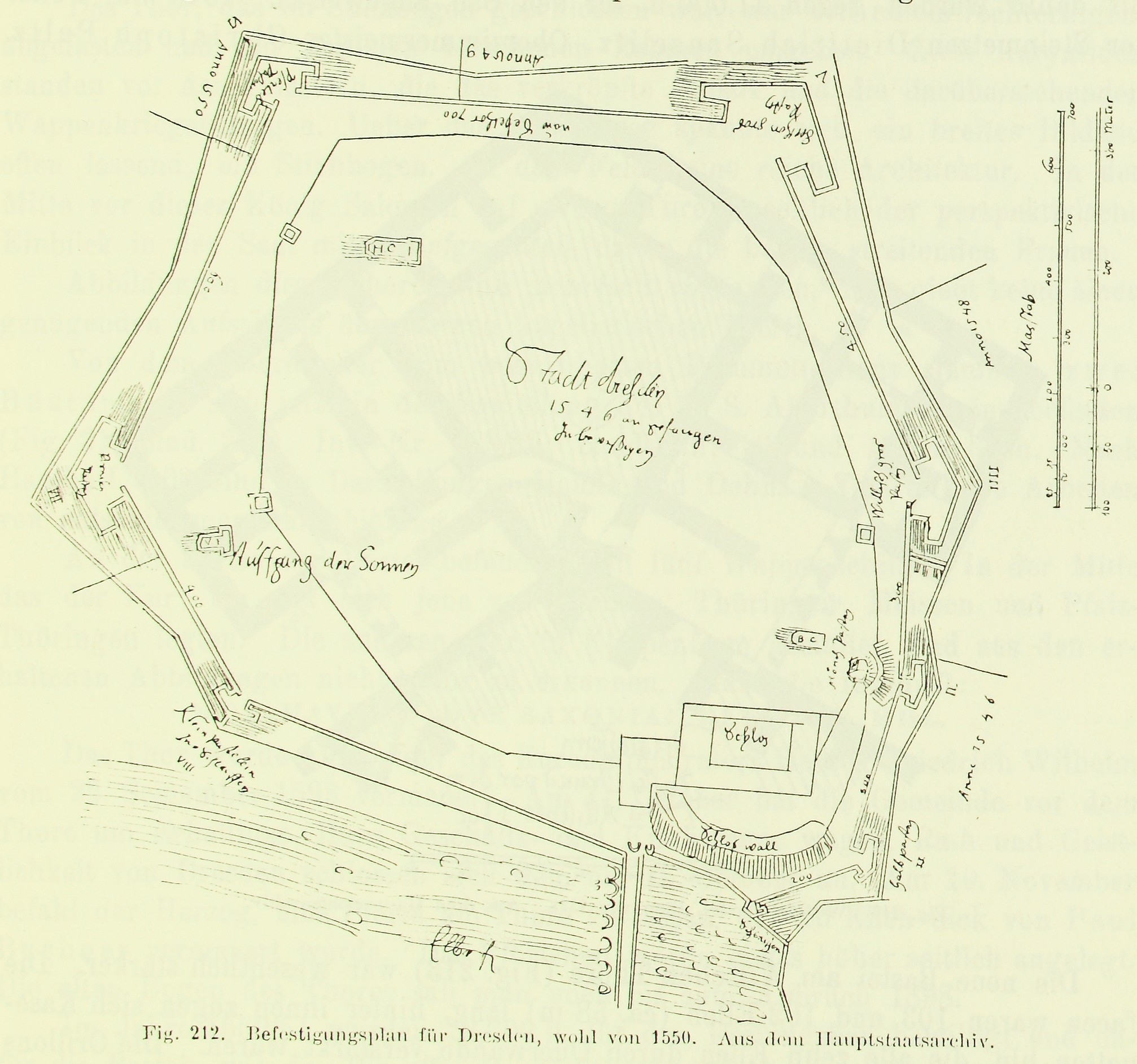
Plan um 1550

Die Stadtmauer war für den Verteidigungsfall in vier (zeitweise in fünf) Viertel eingeteilt.
Ein hölzernes Stadtmodell, das zur Zeit Herzog Georgs des Bärtigen im Jahre 1521 von dem Holländer Max Stam angefertigt wurde und den Zustand der Stadtmauer noch vor der Remparierung ab 1519 zeigte, war bis zur Zerstörung im Grünen Gewölbe aufbewahrt. Im Stadtmuseum Dresden befindet sich eine Nachbildung.

## Die ersten Stadttore
Durch fünf Stadttore war der Einlass in die Stadt möglich. Die Tore waren das Elbtor (oder auch Brückentor, Altdresdnisches Tor), das Seetor, das Wilsche Tor (oder Wilsdruffer Tor) und das Frauentor sowie die Kleine Kreuzpforte. Das Elbtor lag im Norden am Ausgang der Schloßstraße vor der Elbbrücke, der späteren Augustusbrücke. Im Jahr 1407 wurde es erstmals als „Elbisches Tor“ erwähnt, 1455 als „Wasserthor“ und 1458 als „Brückenthor“. Melchior Trost erweiterte es 1553. Mit der Anlage des Schloßplatzes wurde es 1738 abgerissen. Das Seetor im Süden der Stadt wurde 1403 erstmals erwähnt, es lag am Ausgang der Seegasse und wurde 1550 vermauert, der Mauerturm wurde durch Melchior Trost in ein Gefängnis umgewandelt. In den Jahren 1747/1748 wurde es wieder geöffnet und umgestaltet nach Plänen von Johann Georg Maximilian von Fürstenhoff, dem illegitimen Sohn Johann Georgs III. Es wurde 1821 abgebrochen. Das Wilsche Tor war das westliche Stadttor am Ausgang der Wilischen Gasse. Im Jahr 1391 erstmals erwähnt, wurde es Anfang des 15. Jahrhunderts ausgebaut. Caspar Vogt von Wierandt erweiterte es 1548 im Zuge des Festungsbaus. Wegen Baufälligkeit nahmen nach 1568 Paul Buchner und Hans Irmisch größere Umbauten vor, wie den Aufbau eines zweiten Geschosses mit Dachhaube und Turmknopf. Das Wilsche Tor wurde 1811 abgebrochen. Das Frauentor war im Mittelalter das östlichste Stadttor, es wurde 1297 erwähnt und lag am Ende der kleinen Frauengasse. Es stellte die Verbindung zu den vorstädtischen Siedlungen und zur Frauenkirche her. Nach der Einbeziehung der Siedlungen in die Stadt im Jahr 1529 verlor das Tor seine Funktion und wurde 1548 mit der Stadtmauer, die die Vororte noch von der Stadt trennte, abgetragen. Am Frauentor befand sich ein Käfig, das sogenannte Narrenhäuschen, in dem Säufer zur Schau gestellt wurden.
Die kleine Kreuzpforte war ein kleines Stadttor, das 1370 erstmals erwähnt wurde. Es befand sich am Ende der Kreuzgasse, der späteren Kreuzstraße. Im Jahr 1592 wurde es zugemauert.

## Erste Erweiterung der Stadtbefestigung
In den Jahren 1519 bis 1529 wurden die Siedlungen an der Elbe und an der Frauenkirche mit der ersten Erweiterung der Stadtbefestigung einbezogen; dies geschah auf Befehl von Herzog Georg dem Bärtigen. Diese „Newe Stadt“ wurde durch einen Wall geschützt. Die alte Stadtbefestigung blieb an dieser Stelle vorerst bestehen. Als neues Tor wurde das Rampische Tor im Jahr 1530 angelegt. Es löste das Frauentor als östliches Stadttor ab. Sein Standort war ungefähr beim späteren Kurländer Palais. Der Name des Tores und der dahinführenden Rampischen Gasse leitet sich vom im 15. Jahrhundert aufgegebenen Dorf Ranvoltitz ab. Neben der Einbeziehung der Vorstadtsiedlungen wurden die übrigen Abschnitte der Stadtmauer außen durch Erdaufschüttungen und durch vorgelagerte Außenwerke verstärkt.
Mit der Erfindung des Schwarzpulvers im 14. Jahrhundert war der Weg für Kanonen geebnet. Galt im Festungsbau bisher die Regel „je höher die Mauer, desto sicherer“, kam es zu einem Umdenken in Richtung: „Je massiver die Befestigung, desto sicherer.“ Erde gewann als Baustoff für Befestigungsanlagen an Bedeutung, da sie den Impuls der Geschosse abdämpft (siehe Plastischer Stoß).

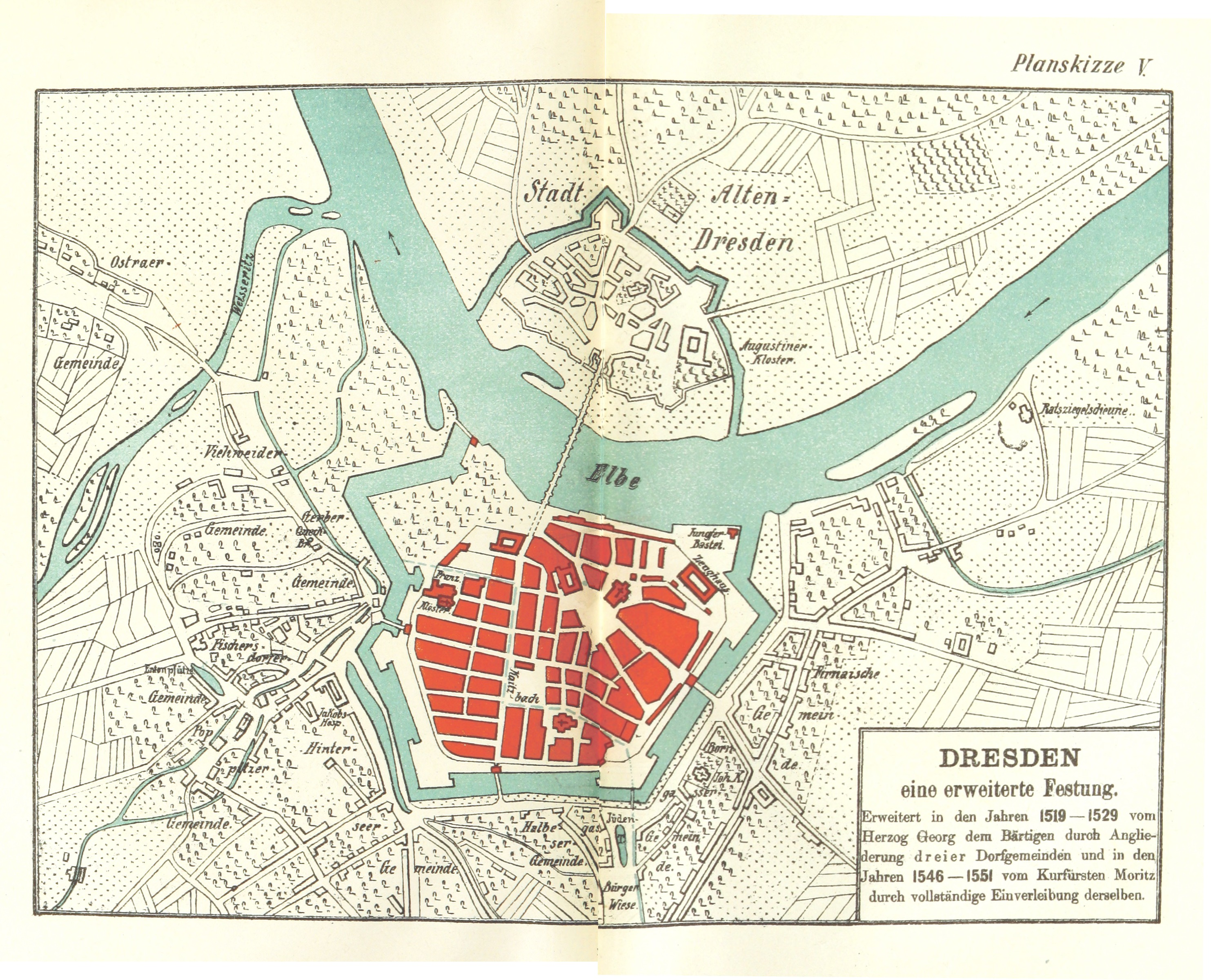
Dresden 1591
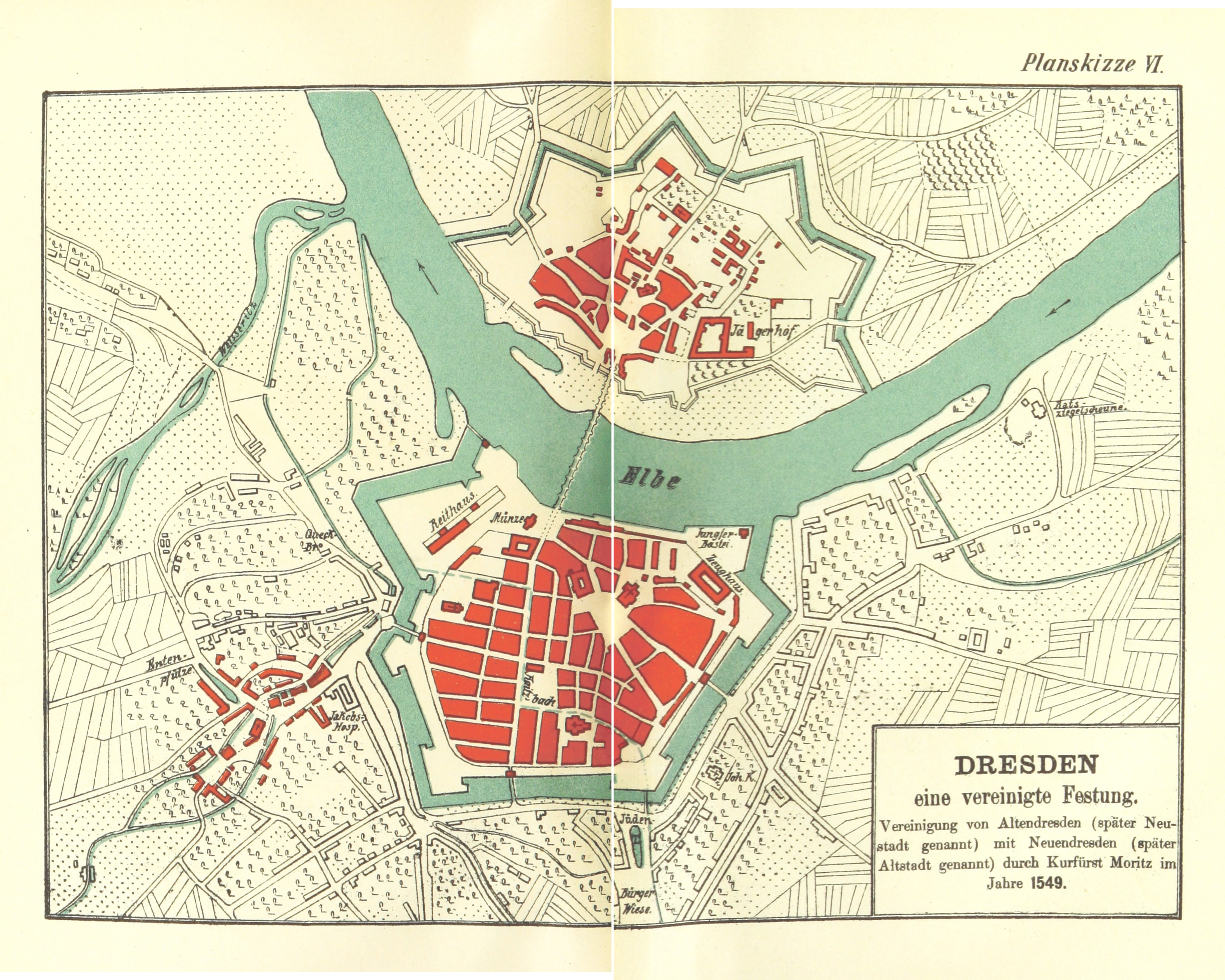
Dresden 1549
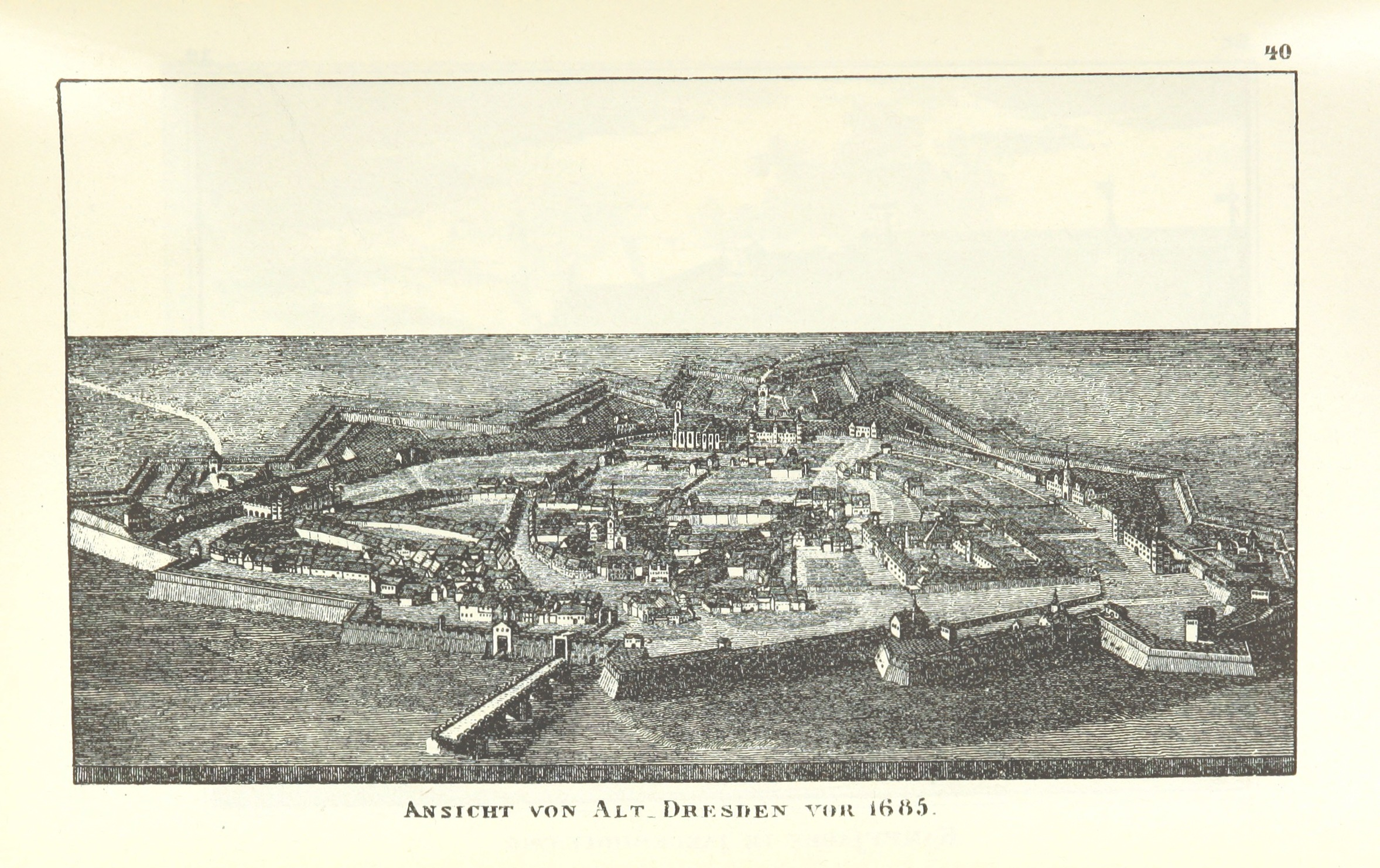
Ansicht von Altendresden vor 1685

## Umgestaltung durch die ersten albertinischen Kurfürsten
Herzog Moritz, der nach der Erlangung der Kurfürstenwürde in der Wittenberger Kapitulation zu einem der wichtigsten Landesherren innerhalb des Heiligen Römischen Reiches aufgestiegen war, ließ die mittelalterliche Befestigung zu einem modernen Befestigungssystem ausbauen. Die Vorbilder für das italienisch-niederländische Verteidigungssystem hatte er in Gent und Antwerpen kennengelernt.
Die Pläne für den Ausbau stammten vom Festungsbaumeister Caspar Vogt von Wierandt, Melchior Trost war der Obersteinmetz. Die Arbeiten begannen im Jahr 1546 und wurden nach dem Schmalkaldischen Krieg fortgesetzt. Etwa 900 Arbeiter sollen um das Jahr 1550 beim Festungsbau beschäftigt gewesen sein. Bereits im Jahr 1548 war die alte Stadtmauer zwischen Stadt und den östlichen Vorstadtsiedlung abgetragen. Das Rampische Tor wurde durch den Bau des Ziegel- und des Salomonistores 1552 abgetragen. Das Elbtor wurde erweitert, das mit ihm in Verbindung stehende Georgentor und das Seetor wurden zugemauert. Das Ziegeltor (oder auch Schifftor) lag an der Elbseite der Festungsmauer an der Nordostecke der späteren Kunstakademie. Bei folgenden Erweiterungen der Stadtbefestigung wurde es übermauert. Es ist noch im Museum Festung Dresden unter der Brühlschen Terrasse zu besichtigen. Das Salomonistor, von Caspar Vogt von Wierandt errichtet, trat ungefähr an die Stelle der Kreuzpforte.

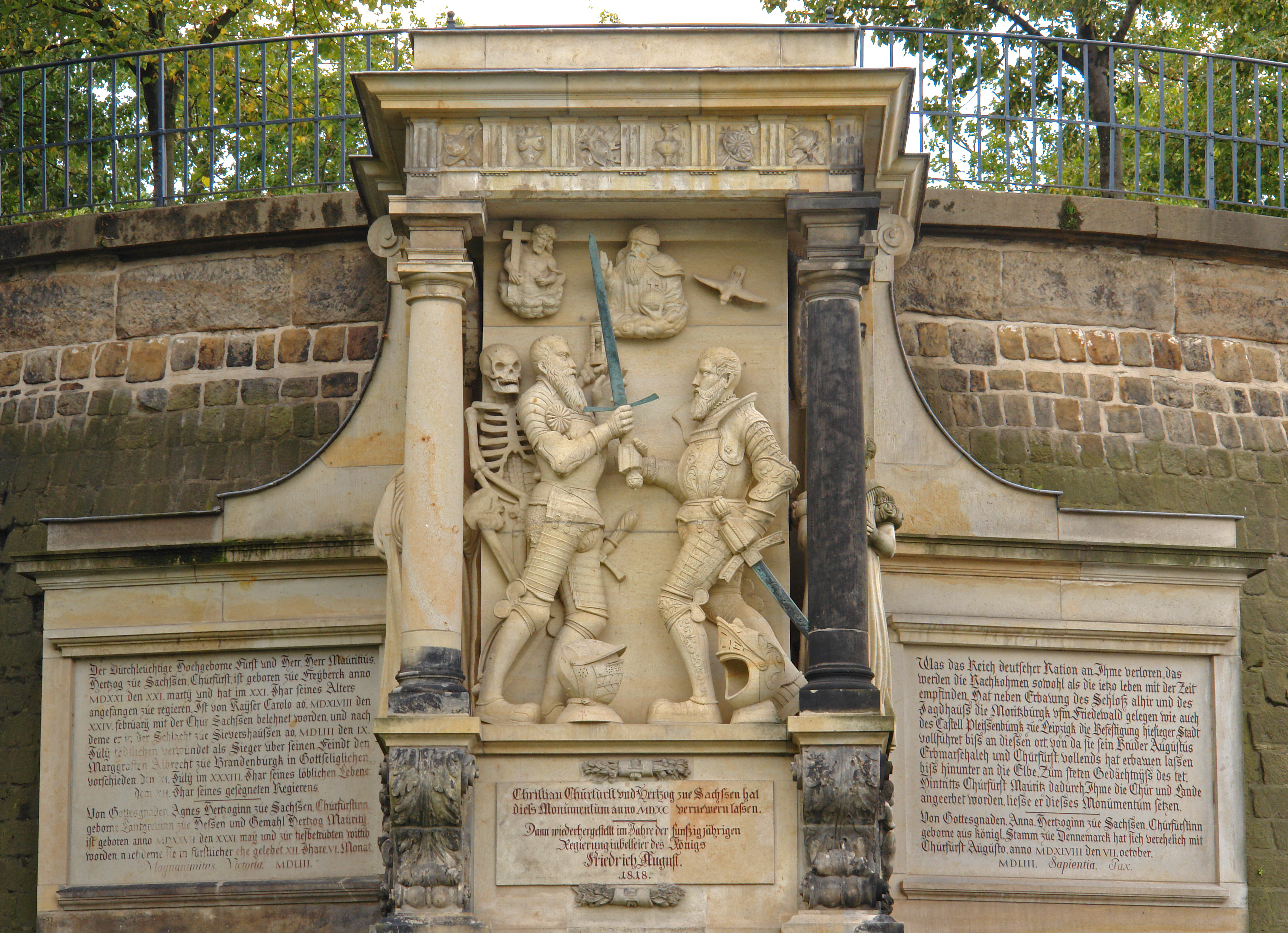
Moritzmonument

Als Kurfürst Moritz im Jahr 1553 starb, ließ sein Bruder und Nachfolger August an der Stelle, zu der der Festungsbau zu diesem Zeitpunkt gelangt war, ein Denkmal für ihn aufstellen, das sogenannte Moritzmonument.
Im Jahr 1568 wurden die Arbeiten durch Rochus zu Lynar und Paul Buchner fortgesetzt. Von 1589 bis 1591 wurde der letzte Abschnitt der neuen Anlage die „neue Vestung oder Berg am Ziegeltor“ vollendet, dabei handelt es sich um die spätere Brühlsche Terrasse. In Zusammenhang mit der Fertigstellung des Pirnaischen Tores 1591 im Osten der Anlage wurden das Salomonistor im Jahr 1553 sowie das Ziegeltor ersetzt und übermauert. Das Pirnaische Tor wurde von Paul Buchner erbaut, es lag am Ende der Landhausstraße. Auf dem Tor befand sich ein Reiterstandbild von Kurfürst Christian I. Das Standbild wurde von Andreas Walther III geschaffen. 1760 wurde es zerstört. Im Obergeschoss befand sich die schlicht gehaltene Baugefangenenkirche, sie war das Gotteshaus der Festungsbaugefangenen. Sie ging auf ein hölzernes Bethaus auf der Salominisbastion zurück, das August der Starke 1711 errichten ließ. Festungsbaumeister Johann Gottfried Lohse erbaute sie 1780 neu über dem Pirnaischen Tor. Im Jahr 1792 wurde sie erneuert. Prediger war Johann Christian Hasche. Das Pirnaische Tor wurde 1820 abgetragen, die Kirche 1824.

## Namen der Festungswerke
Die Bastionen der neuen Festung trugen Namen – von Ost nach West waren dies: Jungfernbastei mit oberem und unterem Ritterberg, Hasenberg (oder auch Zeughausberg), Salomonisberg, Seeberg, Wilscher Berg, Baumschule mit Zwingergraben und Feuerwerksplatz. Die benachbarten Flanken von Baumschule und Feuerwerksplatz, an der Stelle des späteren Opernhauses hießen die zwei Mönche, der Bereich zwischen Feuerwerksplatz und Brücke Münzberg und der Vorsprung der späteren Brühlschen Terrasse (Standort des Rietscheldenkmals) Plattform. An die Bastionen erinnert ein Denkmal auf der Brühlschen Terrasse von Vinzenz Wanitschke aus dem Jahr 1990.
Auf Befehl Augusts des Starken wurden im Jahr 1721 die Namen der Bastionen in römische Götternamen geändert. Die Jungfernbastei hieß Venus, Hasenberg Mars, Salomonisberg Jupiter, Seeberg Merkur, Wilsdruffer Bastion Saturn, Baumschule Luna und Feuerwerksplatz Sol.

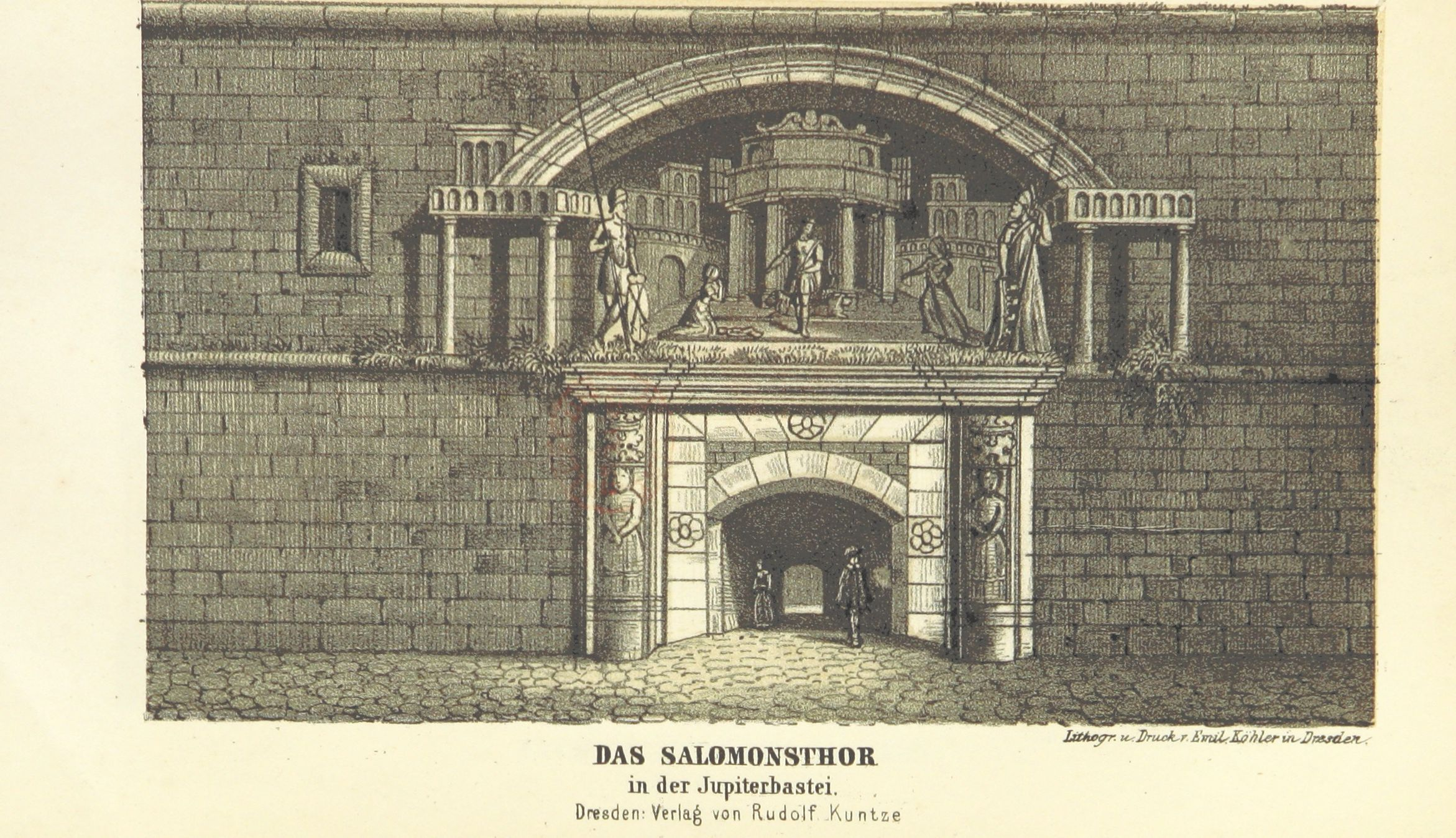
Salomonsthor der Jupiterbastei
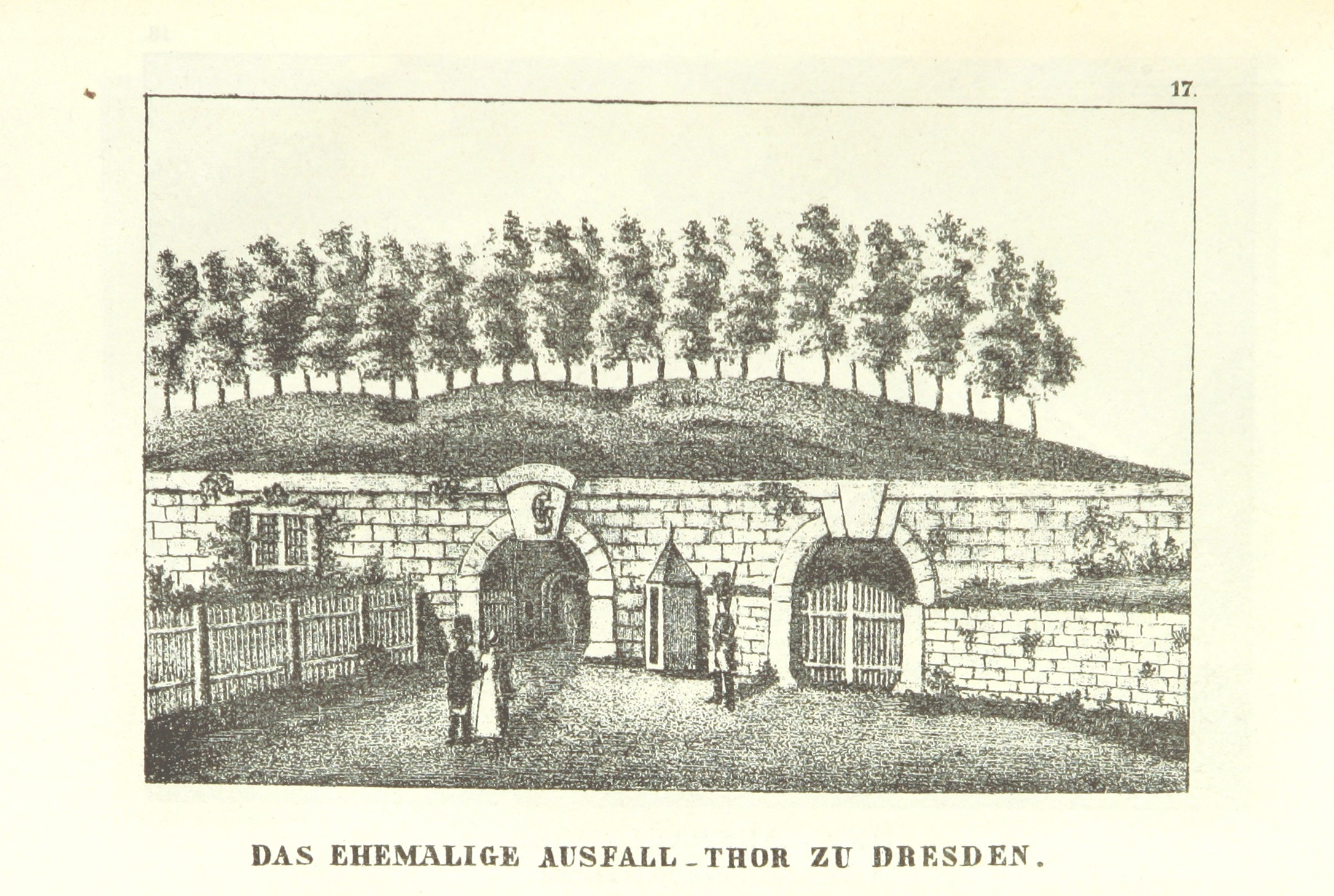
Das ehemalige Ausfall-Thor an der Bastion Sol um 1835
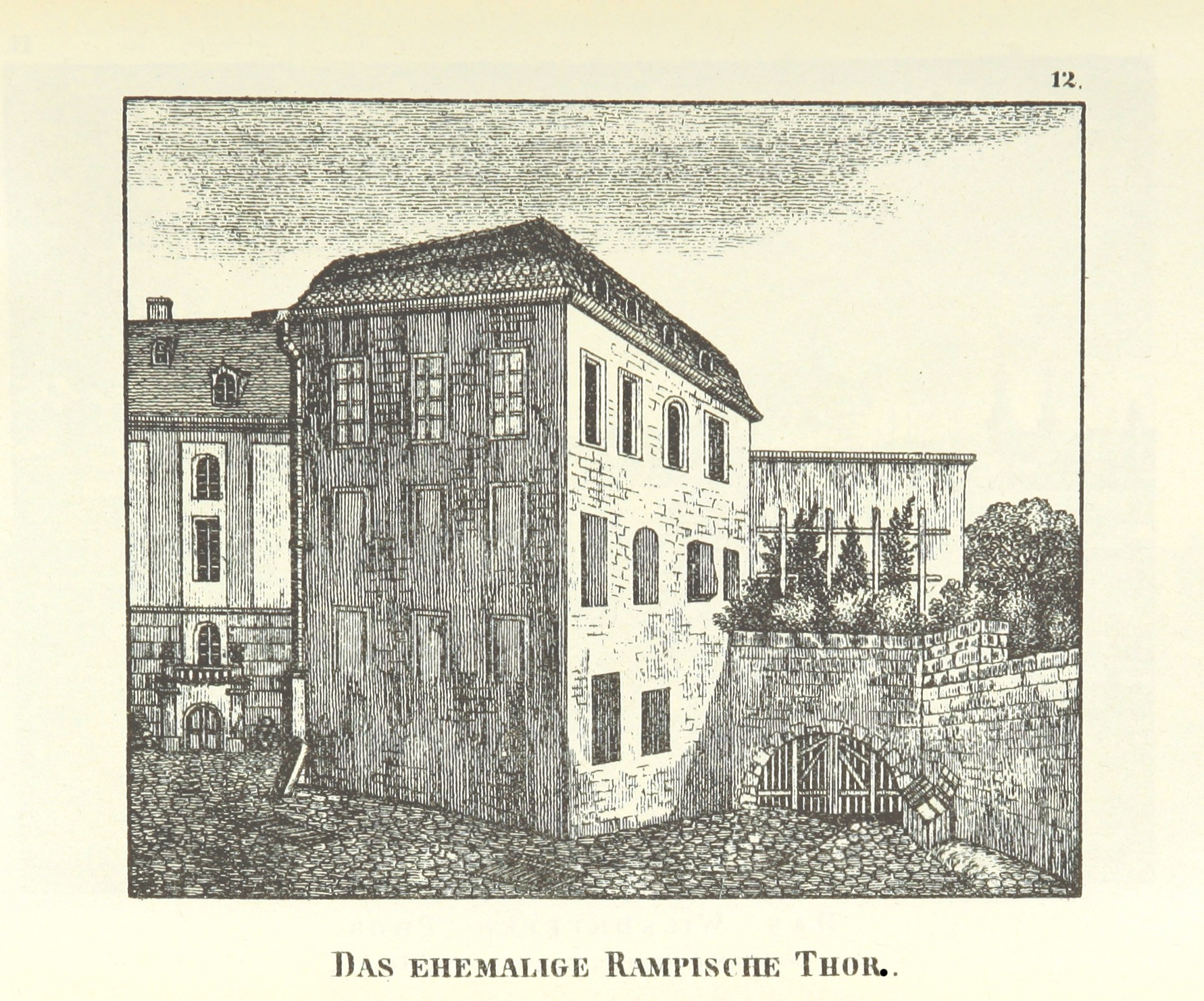
Das ehemalige Rampische Thor um 1830
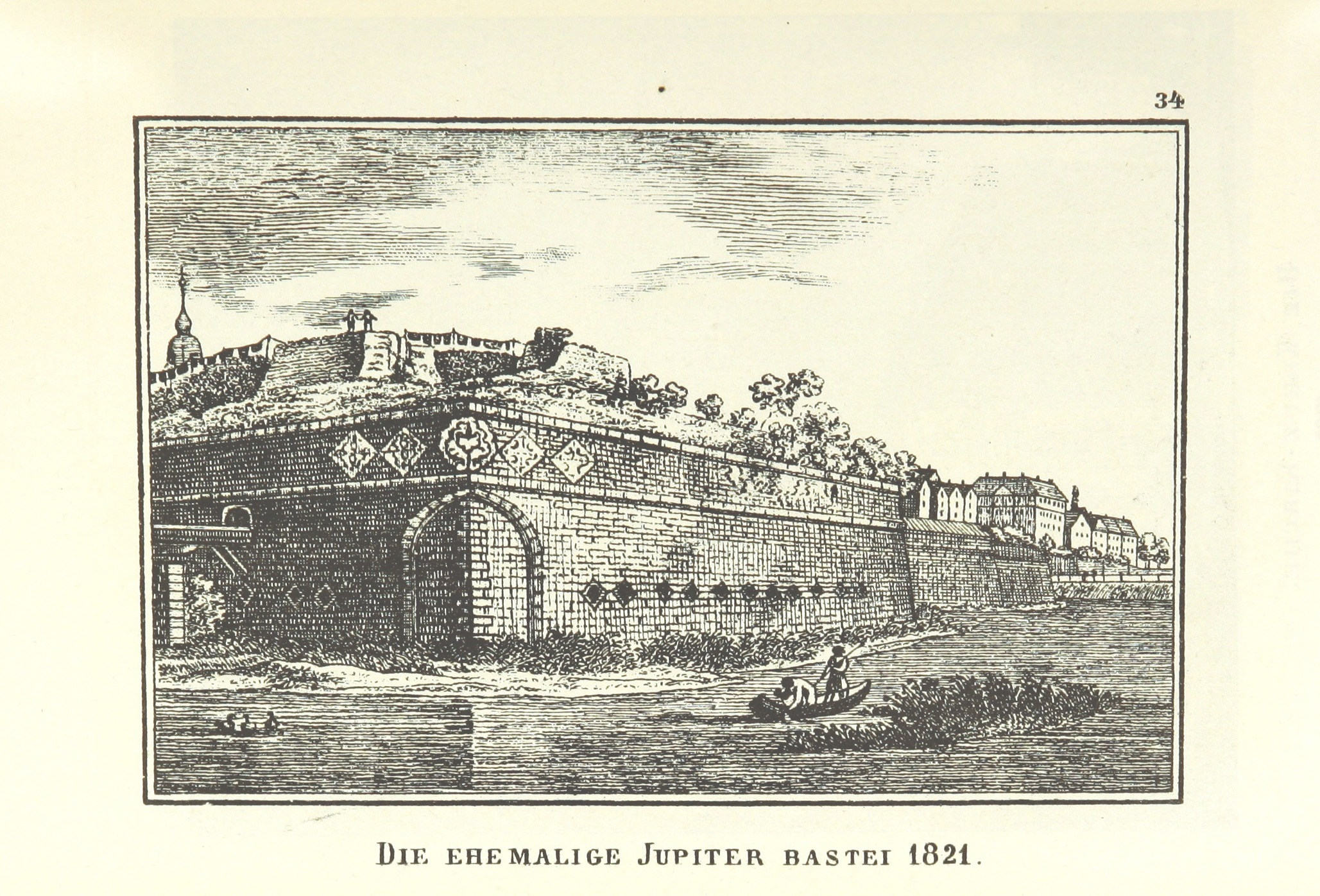
Die ehemalige Jupiterbastei 1821
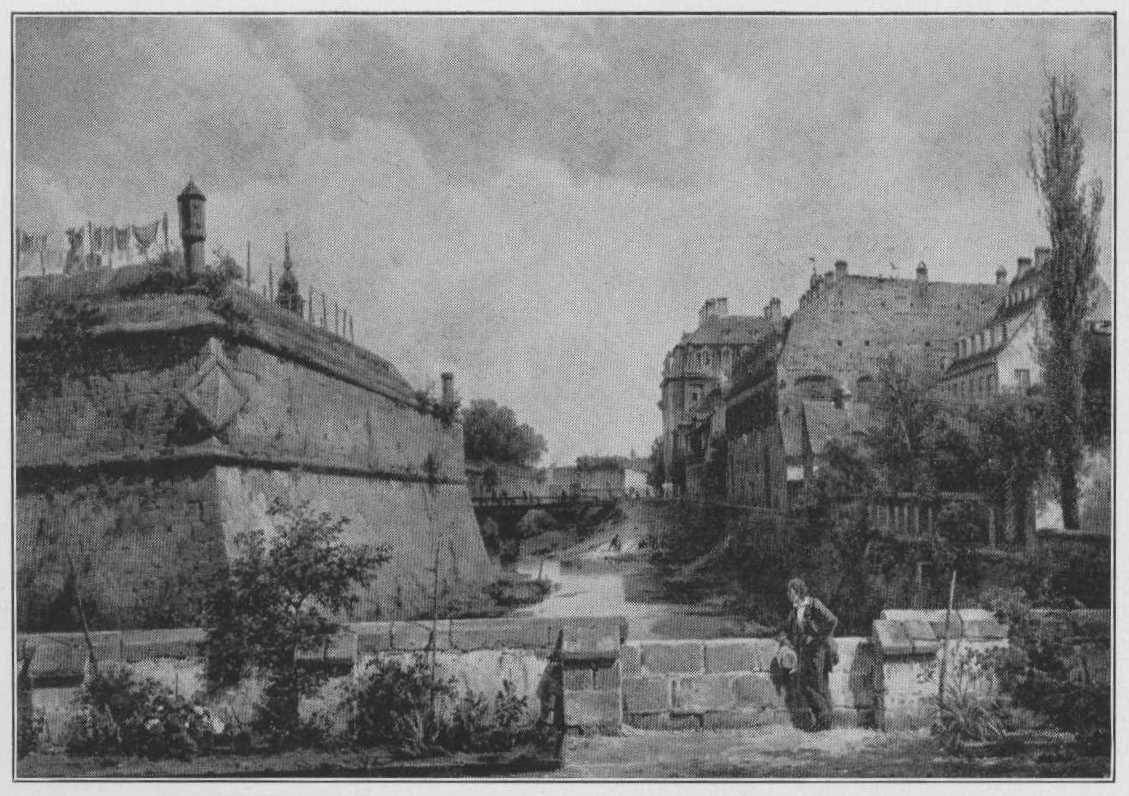
Die ehemalige Merkursbastei um 1873, Gemälde von Julius von Leypold
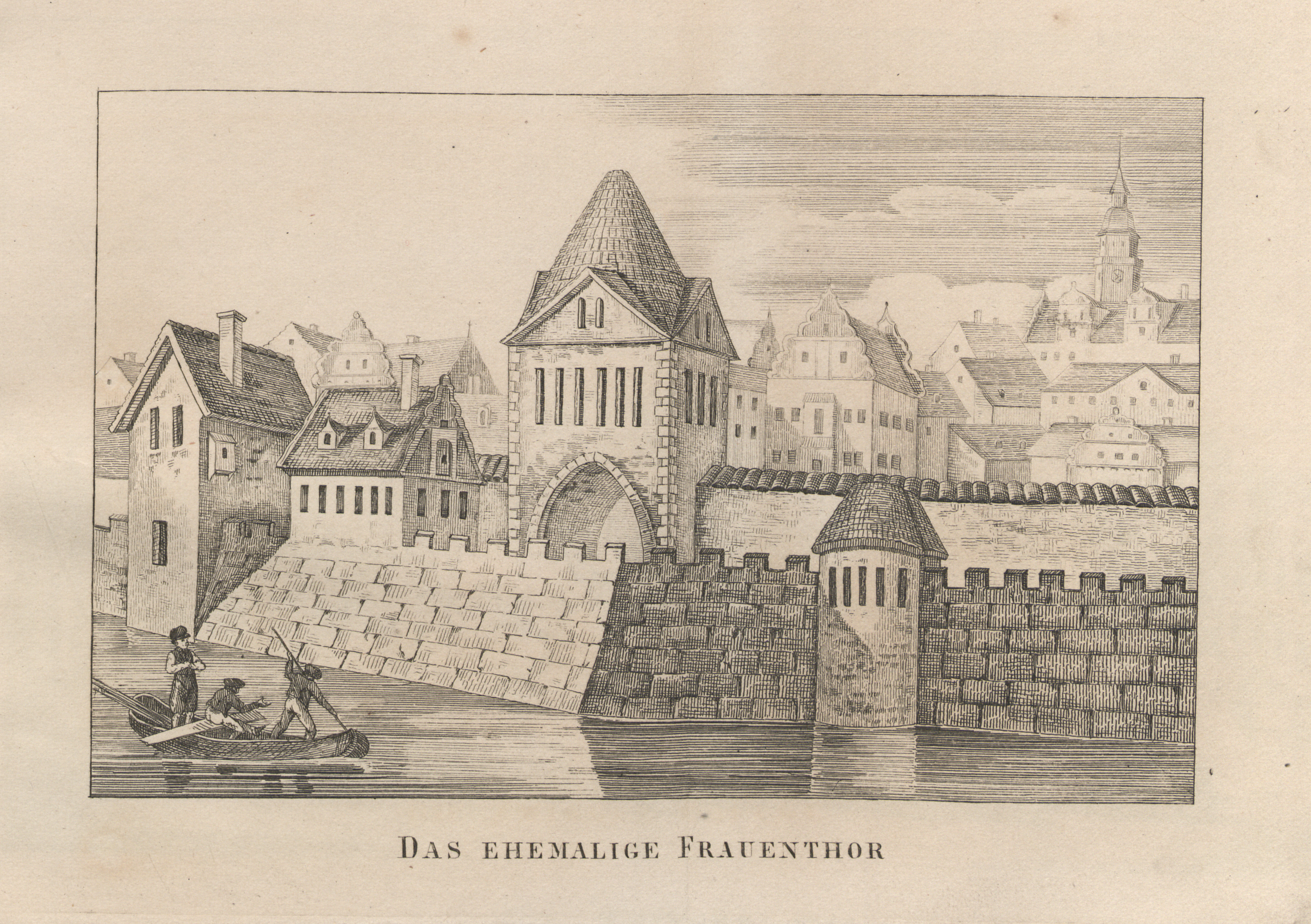
Das ehemalige Frauentor

## Einbeziehung von Altendresden
Nach der Vereinigung von Altendresden mit Dresden am 29. März 1549 blieben die 1546 begonnenen Erweiterungen der Befestigungsanlagen für Altendresden stecken. Erst 1632 wurde die Befestigungsanlage ausgebaut.
Während des gesamten 18. Jahrhunderts wurden die Altendresdner beziehungsweise Neustädter Befestigungsanlagen mehrfach erweitert, so 1704 bis 1706, 1732, 1740, 1757 und 1796.
Die Bastionen waren von Ost nach West fortlaufend mit römischen Zahlen von I bis VI nummeriert. Der Schutzwall zwischen Elbe und Stadtgraben hieß „Beyer“ aber auch die Bezeichnungen „Beierwall“, „Bär“ und „Bartadeau“ wurden gebraucht.

## Entfestigung
Nachdem die Stadtbefestigung in der Mitte des 18. Jahrhunderts ihren militärischen Wert verloren hatte, wurde Dresden zu Beginn des 19. Jahrhunderts bis auf wenige Ausnahmen entfestigt.
Aus städtebaulichen Gründen und zur Gewinnung von Bauland wurden bereits in der ersten Hälfte des 18. Jahrhunderts Breschen in die Altstädter Befestigungsanlagen geschlagen. So wurden beim Bau des Zwingers Teile der Bastion Luna und 1738 beim Bau der Katholischen Hofkirche und des Schloßplatzes Teile des Walls abgetragen. Erste Pläne für die vollständige Entfestigung gab es bereits im Jahr 1760 von Oberlandesbaumeister Julius Heinrich Schwarze. Diese Pläne wurden jedoch aus militärischen Gründen abgelehnt. Nach der Bombardierung Dresdens durch die Preußen im Siebenjährigen Krieg erarbeitete der bayrische Hofarchitekt François de Cuvilliés 1762 Pläne zur vollständigen Entfestigung, aus finanziellen Gründen konnten diese Pläne nicht verwirklicht werden.

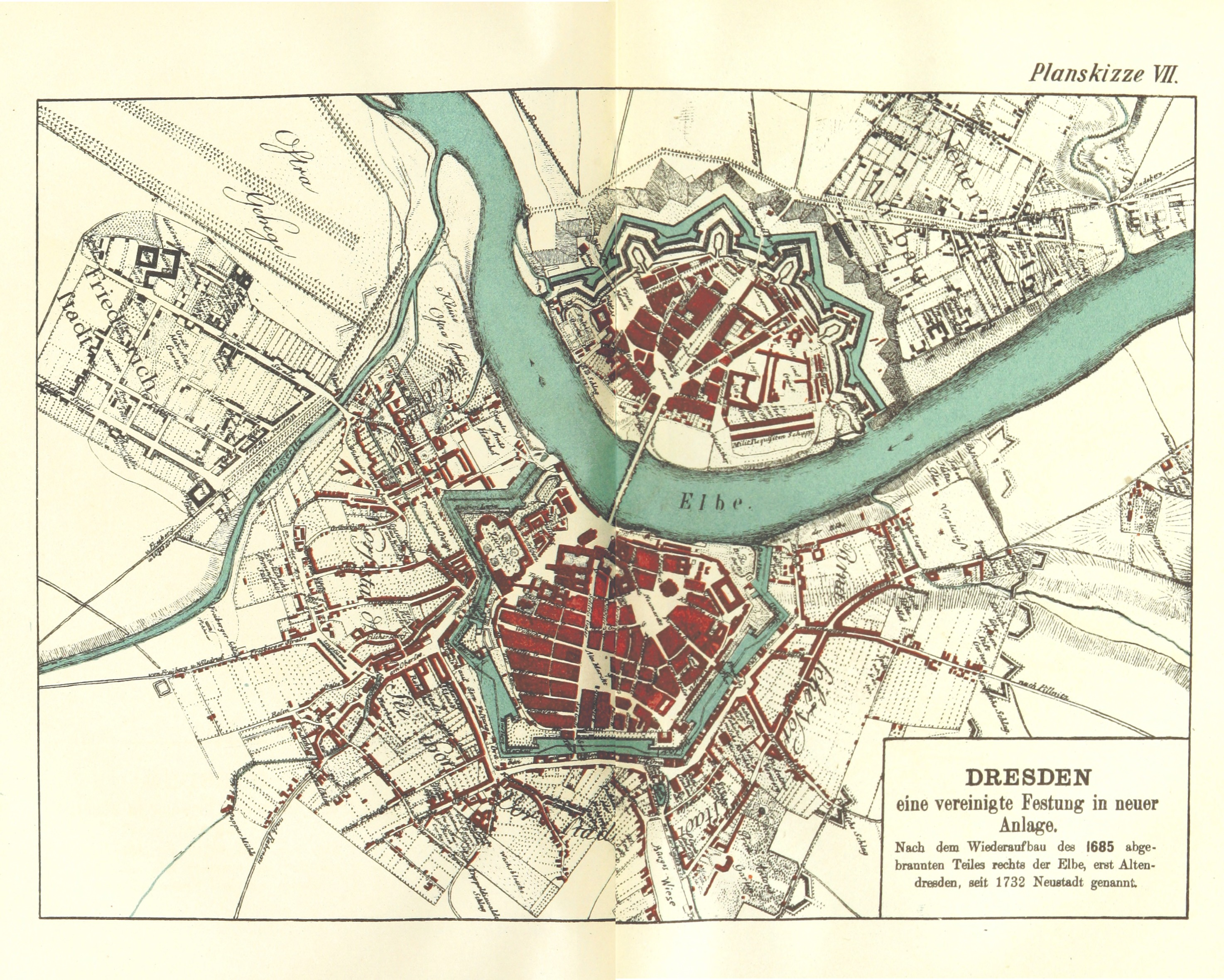
Dresden 1685
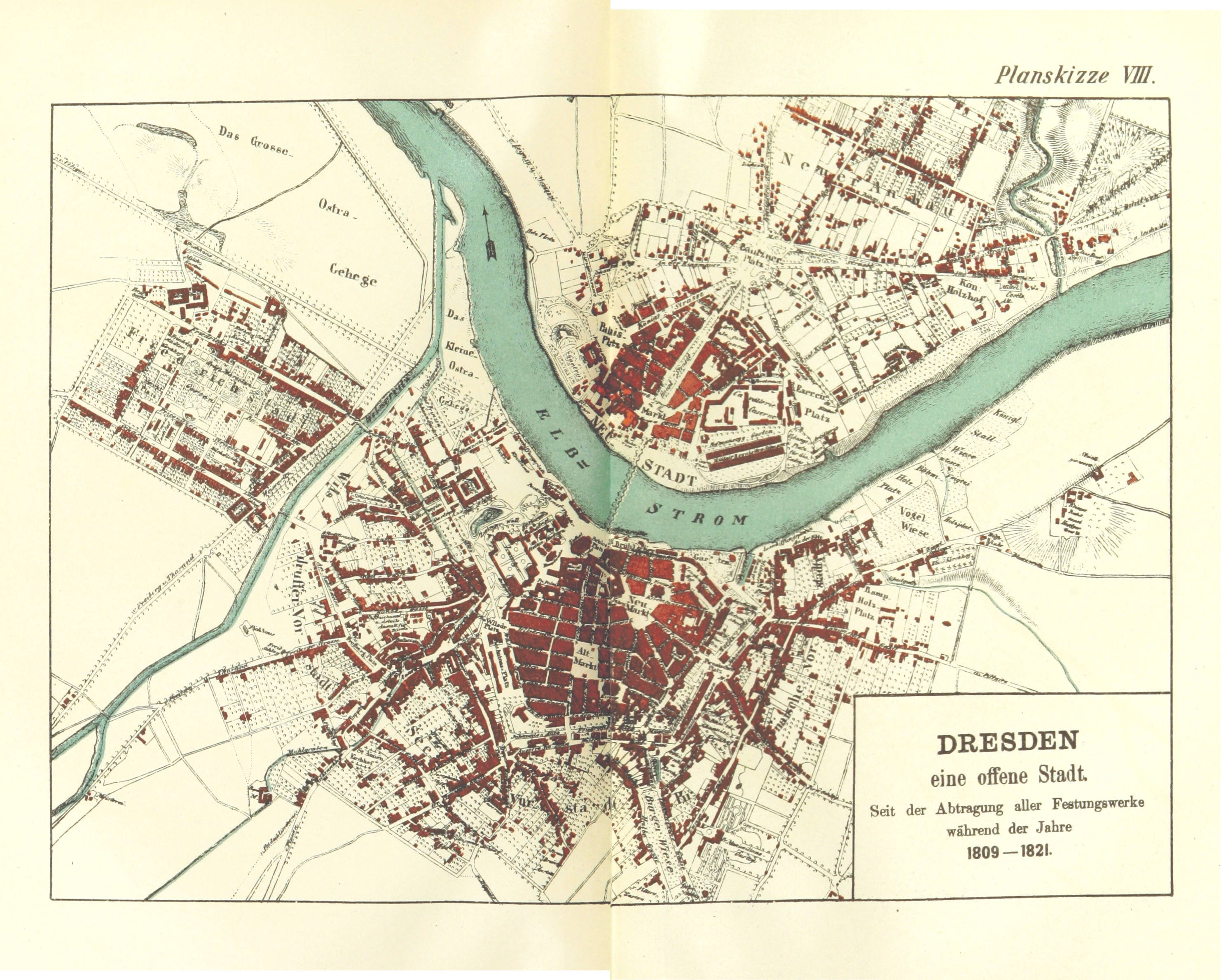
Dresden 1821

Im Jahr 1809 begann, vermutlich auf Veranlassung Napoleon Bonapartes, das Abtragen der Befestigungsanlagen. Etwa 1000 Arbeiter brachen ab dem 20. November die Anlagen ab. Schnell gingen die Arbeiten in der Neustadt vonstatten, da die Wälle der Stadt gehörten. In der Altstadt waren die Wallanlagen zum Teil in Privatbesitz, auf dem Gärten angelegt waren. Im April 1812 wurden die Arbeiten eingestellt und 1813 wurde sogar eine neue Anlage gebaut. Auf Befehl des russischen Gouverneurs Nikolai Grigorjewitsch Repnin-Wolkonski wurde 1814 vom Schloßplatz aus eine Freitreppe durch Gottlob Friedrich Thormeyer zur Brühlschen Terrasse angelegt, die damit für die Öffentlichkeit zugänglich wurde.
Im April 1817 wurden die Abbauarbeiten unter einer „Demolitionskommission“, der auch Thormeyer angehörte, fortgeführt. Um 1829/1830 war die Entfestigung abgeschlossen.
Aus städtebaulicher und ökonomischer Sicht war diese Entscheidung für das Wachstum Dresdens während der Industriellen Revolution notwendig.

## Erhaltene Teile der Befestigung
Der bekannteste noch erhaltene Teil der Befestigungsanlage ist die Brühlsche Terrasse, unter der das Museum Festung Dresden eingerichtet ist. Der ebenfalls darunter befindliche und funktionslos gewordene Salzausfall dient inzwischen als Lagerraum. In der Nähe liegt der Bärenzwinger, ein Teil der Bastion Venus, der seit Ende der 1960er Jahre als Studentenclub genutzt wird. Am Zwinger sind Teile der Bastion Luna erhalten. Auch im Untergeschoss des Gewandhauses (Ringstraße 1) sind noch Teile der Dresdner Stadtmauer zu sehen. Im Palaisgarten, am Japanischen Palais, sind Teile der Bastion VI der Neustädter Befestigungsanlage erhalten.

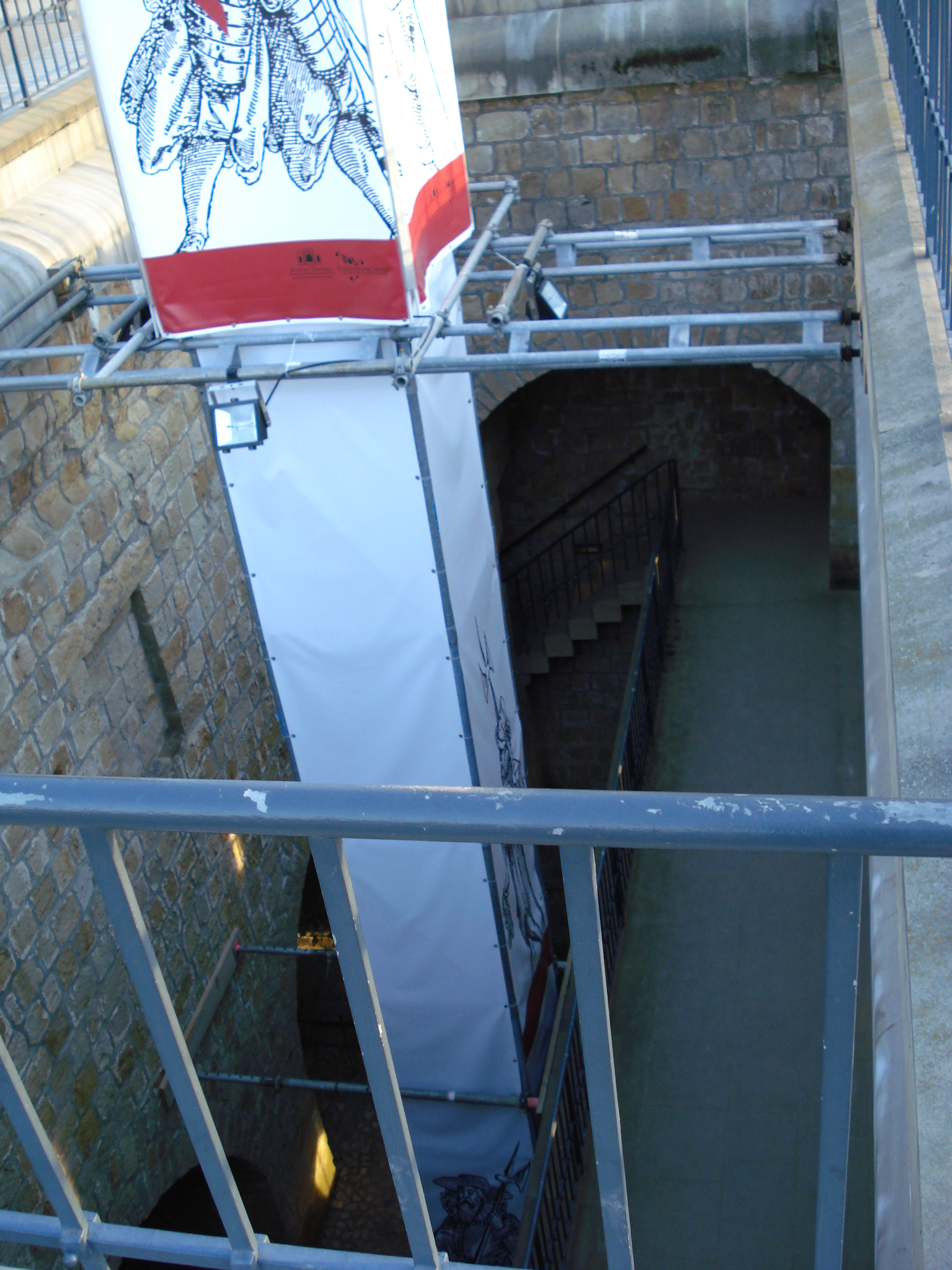
Blick von der Brühlschen Terrasse in die Festungsanlage
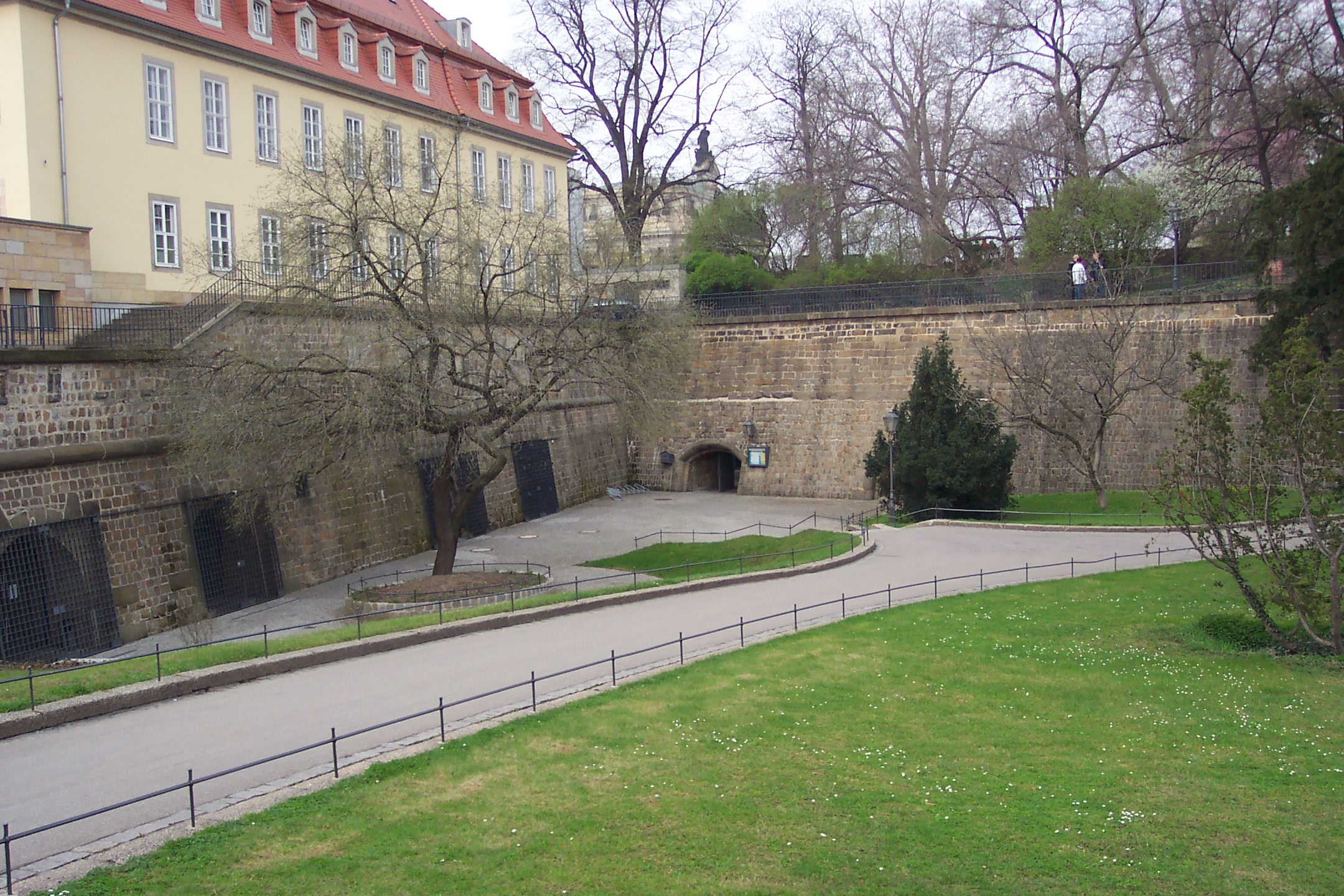
Bärenzwinger
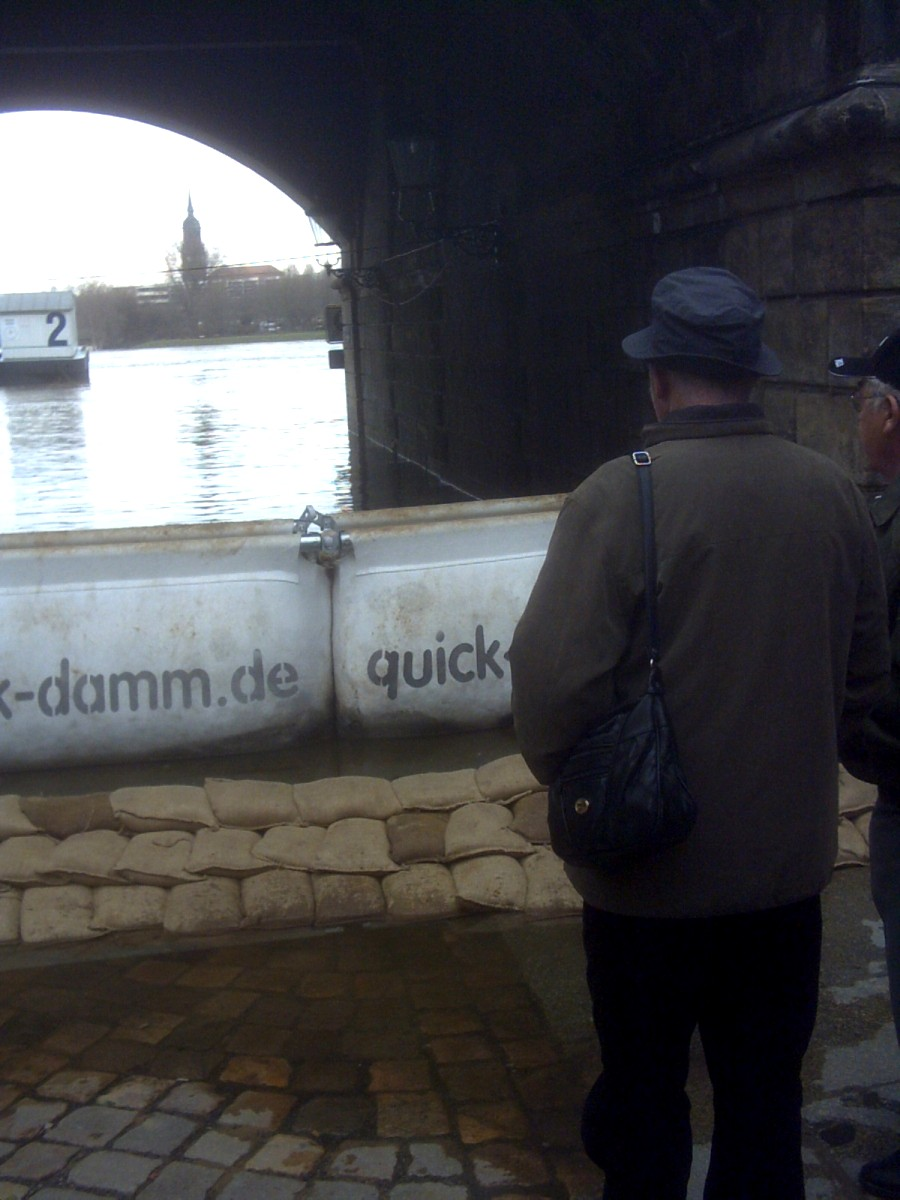
Provisorische Sperre in einem Tor der Befestigung beim Hochwasser 2006

Die zwischen Elbe und Altstadt gelegenen Teile der Befestigung sind in den Hochwasserschutz der Stadt integriert. Bei Elbehochwasser werden die Tore unter der Brühlschen Terrasse durch Spundwände abgeriegelt. Dadurch ist das Areal des Neumarkts um die Frauenkirche herum bis 9,24 Meter Wasserpegel vor Oberflächenwasser geschützt. Die Elbe erreicht die Mauern der Befestigung ab einem Wasserstand von etwa 5,20 Meter.
Mit der Gasse An der Mauer, der Wallstraße und der Glacisstraße sind noch drei Dresdner Straßen nach Teilen der Befestigungsanlagen benannt.

## Stadthauptleute oder Kommandanten der Festung
- 1547 Oberst Graf Baptist Lodron
- 1549 Oberst Graf von Barby
- 1557 Oberzeugmeister Hausse
- Oberst von Thalheim
- 1573 Oberst von Czetteritz († 1579)
- 1579 Oberst Rülcke
- 1583 Oberst Zaunmacher
- 1589 Oberst Russwurm
- 1591 Oberst von Kayn
- 1594 Oberst von Günderode
- 1599 Oberst von Milckau
- 1602 Oberst von Pflugk
  - ca. ab 1603 dieser Zeit wurde der Oberst Pflugk und seine Nachfolger Stadtoberst oder Oberkommandant genannt
- 1605 Oberst Prinz Ulrich von Schleswig-Holstein
- 1606 Oberst Centurius Pflug (von Pflugk) († 1619)
- 1619 Oberst Karl von Goldstein
- Oberst von Carlowitz (Unterkommandant)
- 1622 Oberst Karl Krahe († 1630)
- 1630 Oberst von Schwalbach († 1635)
- Oberst von Wallwitz (Unterkommandant)
- 1642 Oberst Claus von Traube
- 1654 Oberst Johann Siegmund von Liebenau († 1671)
- Oberst von Görz († 1678)
- 1676 Generalmajor Andreas von Schönberg (resignierte 1685)
- 1685 Generalmajor von Klengel († 1691)
- 1691 Generalmajor von Minkwitz (dann Gouverneur von Leipzig)
- 1693 General der Infanterie von Birckholz († 1701)
  - Ab 1697 wurden Birckholz und seine Nachfolger Gouverneur genannt
- 1701 Generalfeldzeugmeister Graf von Zinzendorf (resignierte 1708)
- 1708 Generalfeldmarschall von Flemming (resignierte 1712)
- 1712 General der Kavallerie Baron Jahnus von Eberstädt († 1718)
- 1718 Generalfeldmarschall Graf Wackerbarth († 1734)
- 1734 General der Infanterie Graf Friese († 1739)
- 1740 Generalfeldmarschall Graf Rutowski (resignierte 1763)
- 1763 Generalfeldmarschall Chevalier de Saxe (resignierte 1770)
- 1770 General der Infanterie Graf Baudissin
- General Freiherr von Riedesel († 1798)
- 1798 General von Pfeilitzer genannt Frank
- 1784 General von Reizenstein
- 1815? General von Cerrini
- 1823 General von Zeschau
- 1839 General von Gablenz